# Jon Serantes
Jon Ander Serantes (ur. 24 października 1989 roku w Barakaldo) – hiszpański piłkarz, który gra jako bramkarz w CD Leganés.